# James Magnussen
James Magnussen (ur. 11 kwietnia 1991 w Port Macquarie) – australijski pływak specjalizujący się w stylu dowolnym, medalista igrzysk olimpijskich i mistrzostw świata.

## Kariera pływacka
Na mistrzostwach świata Australijczyk zdobył dwa złote oraz srebrny medal, wszystkie w 2011 roku w Szanghaju. Złoto wygrał w konkurencji 100 m stylem dowolnym i sztafecie 4 x 100 m stylem dowolnym, natomiast srebro w sztafecie 4 x 100 m stylem zmiennym.
Do największych sukcesów Magnussena zalicza się zdobycie srebrnego i brązowego medalu igrzysk olimpijskich w Londynie w 2012 roku. Srebro wywalczył na dystansie 100 m stylem dowolnym, natomiast brąz w sztafecie 4 × 100 m stylem zmiennym.
Rok po igrzyskach w Londynie, na mistrzostwach świata w Barcelonie został mistrzem świata w konkurencji 100 m kraulem, w finale uzyskując czas 47,71 s. Wywalczył także srebrny medal płynąc w sztafecie zmiennej 4 x 100 m.
Podczas igrzysk olimpijskich w Rio de Janeiro w 2016 roku zdobył brązowy medal w sztafecie 4 x 100 m stylem dowolnym.
W czerwcu 2019 roku ogłosił zakończenie kariery sportowej.

## Zawieszenie
Został ukarany karą grzywny i krótkotrwałym zawieszeniem w prawach do startu w zawodach oficjalnych przez zarząd Swimming Australia za zażywanie zakazanych leków psychotropowych podczas obozu szkoleniowego w Manchesterze w 2012 r.